# جامعة كوانتلين بوليتكنك
جامعة كوانتلين بوليتكنك هي جامعة عامة في كندا تأسست عام 1981. تقع في مدن ريتشموند، ساري، لانغلي، وكلوفرديل.

## إحصائيات
يبلغ عدد طلاب الجامعة 20,000 طالب.

## وصلات خارجية
- الموقع الرسمي